# آندریا لشکی
آندریا لشکی (اسلوونیایی: Andreja Leški؛ زادهٔ ۸ ژانویهٔ ۱۹۹۷) جودوکار زن اهل اسلوونی است.